# پاز وگا

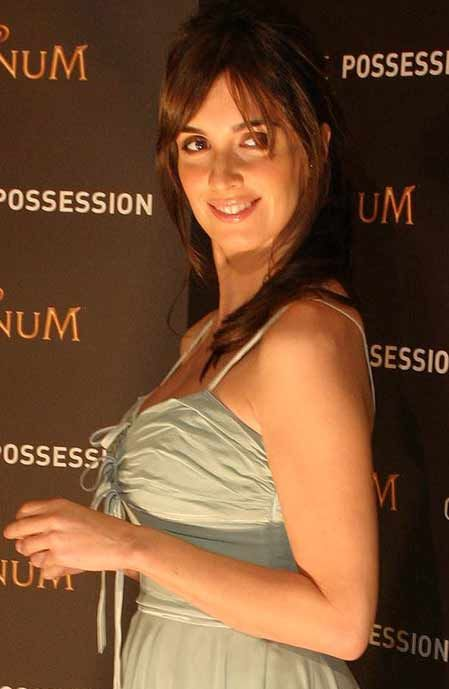
پاز وگا در سال ۲۰۰۶

پاز وگا (انگلیسی: Paz Vega؛ تلفظ صحیح اسپانیایی: [paθˈ βeɣa] که خوانده می‌شود: پاث بـِگا؛ ‏ زادهٔ ۲ ژانویهٔ ۱۹۷۶) بازیگر اهل اسپانیا است. وی از سال ۱۹۹۷ میلادی تاکنون مشغول فعالیت بوده‌است.

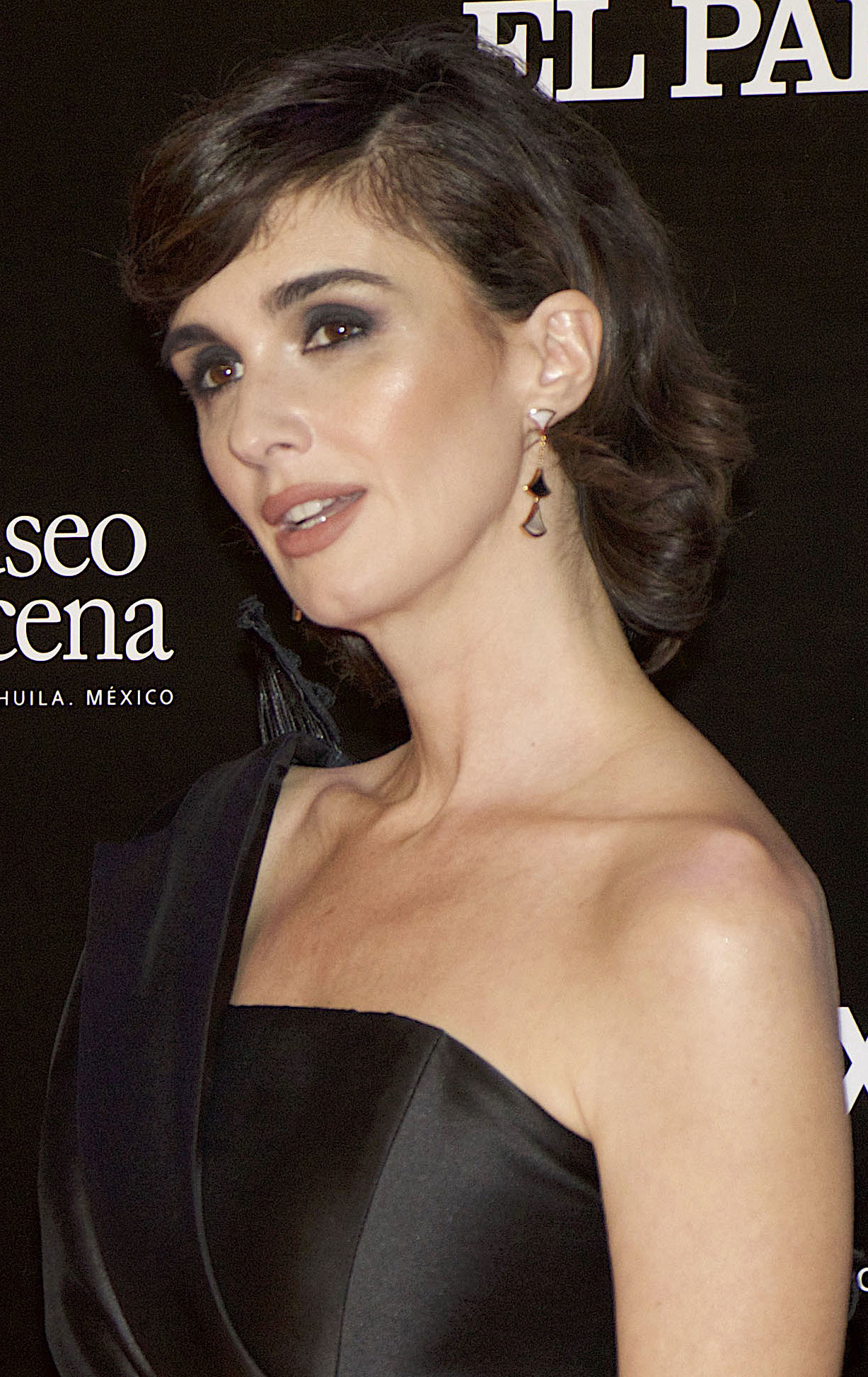
پاز وگا - ۲۰۱۸

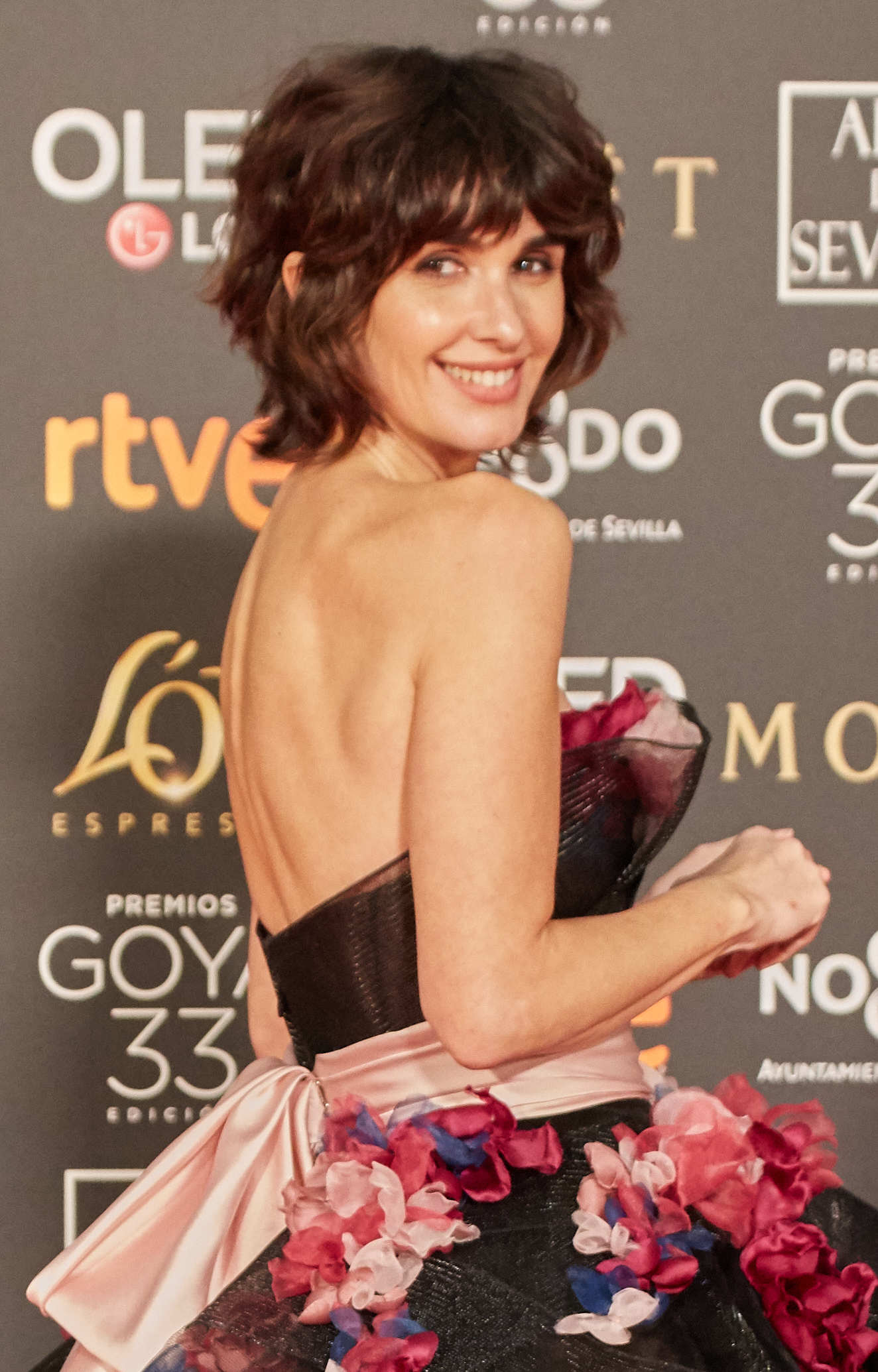
پاز وگا - ۲۰۱۹

## فیلم‌شناسی پاز وگا
سینما
| سال  | نام فیلم                   | نقش                           | کارگردان              | نکته |
| ---- | -------------------------- | ----------------------------- | --------------------- | ---- |
| ۲۰۰۱ | لوسیا و سکس                | لوسیا                         | خولیو مدم             |      |
| ۲۰۰۱ | تنها متعلق به من           | آنخلا                         | خاویر بالاخر          |      |
| ۲۰۰۲ | با او حرف بزن              | آمپارو                        | پدرو آلمودوار         |      |
| ۲۰۰۲ | جنبه دیگر همبستر شدن       | سونیا                         | امیلیو مارتینز-لازارو |      |
| ۲۰۰۲ | نوین                       | ایزابل                        | ژان پیر لیموزان       |      |
| ۲۰۰۳ | کارمن                      | کارمن                         | بیسنته آراندا         |      |
| ۲۰۰۴ | بگو آره!                   | استریا                        | خوان کالوو            |      |
| ۲۰۰۴ | اسپنگلیش                   | فلور                          | جیمز ال. بروکس        |      |
| ۲۰۰۶ | ۱۰ مورد یا کمتر            | اسکارلت                       | برد سیلبرلینگ         |      |
| ۲۰۰۶ | بورجا                      | کاترینا اسفورتزا              | آنتونیو ارنادندس      |      |
| ۲۰۰۷ | مزرعه چکاوک‌ها              | نونیک                         | برادران تاویانی       |      |
| ۲۰۰۷ | ترزا: بدن مسیح             | سانتا ترزا                    | رای لوریگا            |      |
| ۲۰۰۸ | پیمان انسان                | مایکل                         | جیدا پینکت اسمیت      |      |
| ۲۰۰۸ | روح                        |                               | فرانک میلر            |      |
| ۲۰۰۹ | فراموش‌نشده                 | آمایا                         | درور سورف             |      |
| ۲۰۰۹ | شش همسر هنری لیفی          | ورونیکا                       | هوارد مایکل گولد      |      |
| ۲۰۰۹ | تریاژ                      | النا مورالس                   | دانیس تانویچ          |      |
| ۲۰۱۰ | نخل‌های سوزان               | بلانکا خوارز                  | کریستوفر لندون        |      |
| ۲۰۱۰ | والانزاسکا - فرشتگان شر    | آنتونلا د آگوستینو            | میکله پلاچیدو         |      |
| ۲۰۱۱ | فرار گربه                  | کاتالینا رونا                 | جان استاکول           |      |
| ۲۰۱۲ | ماداگاسکار ۳               | اسمرالدا، اسپرانزا و ارنستینا | اریک دارنل            |      |
| ۲۰۱۳ | خیلی هیجان‌زده‌ام            | آلبا                          | پدرو آلمودوار         |      |
| ۲۰۱۴ | گریس موناکو                | ماریا کالاس                   | الیویه داهان          |      |
| ۲۰۱۴ | پیغام‌رسان را بکش           | کارول باکا                    | مایکل کوئستا          |      |
| ۲۰۱۵ | همه راه‌ها به رم ختم می‌شوند | جولیا کارنی                   | الا لمهوگن            |      |
| ۲۰۱۹ | رمبو: آخرین خون            | کارمن دلگادو                  | آدریان گرونبرگ        |      |
| ۲۰۲۱ | ۱۳ دقیقه                   | آنا                           | لیندسی گوسلینگ        |      |
| ۲۰۲۴ | ریتا                       | ماری                          | پاز وگا               |      |
| ۲۰۲۵ | انجیل یهودا                | مریم                          | جولیو بازه            |      |

تلویزیون
| سال       | نام فیلم     | نقش | کارگردان | نکته |
| --------- | ------------ | --- | -------- | ---- |
| ۲۰۰۶–۱۹۹۹ | ۷ زندگی      |     |          |      |
| ۲۰۱۹–۲۰۱۶ | او ای        |     |          |      |
| ۲۰۱۸      | پاکیتا سالاس |     |          |      |
| ۲۰۲۳      | زیبابین      |     |          |      |